# Santa Rosa de Copán
Santa Rosa de Copán è una città dell'Honduras capoluogo del dipartimento di Copán.
Il comune venne istituito nel 1812 ed ottenne lo status di città il 12 aprile 1843.
Santa Rosa de Copan è stata fondata durante il s. XVIII prima chiamata "Los Llanos". Nel 1803 egli aveva finito di costruire la cattedrale di Santa Rosa de Copan, ma non fino a quando nel 1812 fu concesso il titolo di città, così, divenne rinominato come "Los Llanos de Santa Rosa", in onore della Vergine patrona Santa Rosa de Lima. Con 1823 è stata nominata per un altro titolo di "Nazionale Villa Santa Rosa" con il decreto n. 53 del Nazionale Costituente delle Province Unite dell'America Centrale. Santa Rosa, è stato ripetutamente la capitale dell'Honduras, ma fu nel 1862 e come Presidente, la popolazione nativa Sig. Don Victoriano Castellanos Cortes, quando la Legislatura convocato in questa città, emanato il decreto n. 3 del 7 maggio 1862, in cui il paese sarebbe stato nominato come "Repubblica di Honduras", lasciando chiamato "Stato di Honduras". Poi nel 1869 ha ricevuto il nuovo titolo di città e cambiò il suo nome a Santa Rosa de Copan.
L'importanza di Santa Rosa de Copan risale ai tempi del colonialismo spagnolo questa città è sempre stato considerato come un capitalista della Capitaneria Generale del Guatemala e del Comune di Comayagua e nei loro dintorni è cresciuto, prodotto e distribuito un fiuto di un di altissima qualità attraverso la Reale Fabbrica Tabacchi di Los Llanos fondato nel 1795. Nel corso del tempo, Santa Rosa è cresciuta e diversificato le sue attività commerciali.